# Ianiropsis picta
Ianiropsis picta är en kräftdjursart som beskrevs av Oleg Grigor'evich Kussakin och Boris Vladimirovich Mezhov 1979. Ianiropsis picta ingår i släktet Ianiropsis och familjen Janiridae. Inga underarter finns listade i Catalogue of Life.